# الطوي آل صعدة (الصومعة)

تعديل مصدري - تعديل

الطوي ال صعدة هي إحدى قرى عزلة ال الثرياء بمديرية الصومعة التابعة لمحافظة البيضاء، بلغ تعداد سكانها 79 نسمة حسب تعداد اليمن لعام 2004.